# Eichenstruth (Betzenstein)
Eichenstruth ist ein Gemeindeteil der Stadt Betzenstein im Landkreis Bayreuth (Oberfranken, Bayern). Eichenstruth liegt in der Gemarkung Spies.

## Geografie
Das Haufendorf befindet sich etwa sechs Kilometer südsüdöstlich von Betzenstein. auf einer Höhe von 485 m ü. NHN und ist eingebettet in ein Trockental der Fränkischen Alb. Ringsum steigt das Gelände auf Höhen von 530 bis 570 m ü. NHN an. Eichenstruth liegt etwa auf halbem Weg zwischen den jeweils etwa 35 km entfernten Städten Nürnberg im Südwesten und Bayreuth im Nordosten.

## Geschichte
Der Ort wurde 1362 als „Eycheinestrut“ erstmals urkundlich 1361 erwähnt. Das Grundwort des Ortsnamens ist struot (mhd. für Sumpf), das Bestimmungswort ist die Eiche.
Durch die Verwaltungsreformen zu Beginn des 19. Jahrhunderts im Königreich Bayern wurde die Ortschaft ein Bestandteil der Ruralgemeinde Spies. Der Ort war ehedem nach Velden gepfarrt, seit der Mitte des 19. Jahrhunderts ist Plech der Kirchort für Eichenstruth. Das bayerische Urkataster zeigt in den 1810er Jahren in Eichenstruth 17 Höfe. Weiterhin sind drei Dorfweiher zu erkennen, die wohl ausschließlich durch Niederschläge gespeist wurden, da es in Ortsnähe keinerlei Fließgewässer gibt. Der stark durch die Landwirtschaft geprägte Ort ist von seiner räumlichen Ausdehnung herr nur um einen größeren Hof im Norden gewachsen. Seit 1894 sorgt die Freiwillige Feuerwehr Eichenstruth für den abwehrenden Brandschutz und die allgemeine Hilfe.
In der Nachkriegszeit erreichte der Ort durch Einquartierungen kurzzeitig einen Höchststand von 162 Einwohnern. Im Zuge der Gebietsreform in Bayern wurde Eichenstruth zusammen mit der Gemeinde Spies am 1. Januar 1972 in die Stadt Betzenstein eingegliedert. Im Jahre 1987 waren noch 90 Personen in Eichenstruth ansässig, heute hat sich die Anzahl der Bewohner auf etwa 90 eingependelt. Die Kinder der ersten und zweiten Klassen besuchen die Grundschule in Plech, die Dritt- und Viertklässler jene in Betzenstein. Ab den fünften Klassen findet der Unterricht an den weiterführenden Schulen in Pegnitz statt.

## Verkehr
Die Anbindung an das öffentliche Straßenverkehrsnetz erfolgt hauptsächlich durch zwei Gemeindeverbindungsstraßen, die Eichenstruth mit der etwa einen Kilometer nordwestlich des Ortes vorbeiführenden Kreisstraße BT 28 verbinden. Eine Zufahrt auf die Bundesautobahn 9 ist bei der etwa dreieinhalb Kilometer südwestlich der Ortschaft gelegenen Anschlussstelle Hormersdorf möglich. Vom öffentlichen Personennahverkehr wird Eichenstruth tagsüber mit zwei Buslinien bedient.

## Baudenkmäler
An historischer Bausubstanz ist ein als zweigeschossiger Satteldachbau ausgeführtes Doppelwohnhaus aus der Zeit um 1800 erhalten geblieben. Dieses steht mit Akten Nr. (D-4-72-118-36) unter Denkmalschutz.